# Pyrus alle tiders Familiespil
Pyrus alle tiders Familiespil er et PC spil der blev udgivet i 1997. CD-ROM, en indeholder en malebog og et puslespil , samt flere forskellige videoklip fra Alletiders Julemand og et familiespil hvor man skal rejse rundt i Danmark og finde julemandens tabte sække før Pyrus eller før ens modspiller gør det. 
Man starter i en by som f.eks København, derfra skal man så ud og finde de forsvundne sække, når man så har fundet sækkene, skal man derefter skylde sig tilbage til Julemanden som er placeret i en by som f.eks Herning for at aflevere sækkene til ham. Undervejs i spillet skal man tjene penge for at kunne rejse, det gøre man i julemandens værksted, hvor man få tildelt et spørgsmål som kan være alt fra talemåder til film og TV-serier, man tjener ca. 20 kr for vært rigtig svar man svare rigtig på. Ligeledes kan man også prøve at få et lift, 
her få man tildelt tre spørgsmål, og være gang man svar rigtig på et spørgsmål rykker en bil sig ned i højre hjørne, svare man rigtig tredje gang få man et lift.
Derudover kan man også prøver at finde en ledetråd, som giver et hint til byen hvor sækken er gemt, man får stillet fem spørgsmål, kan man svarer rigtig på dem, få man en ledetråd, som fortæller hvad for nogle seværdigheder der er i den by hvor sækken er gemt, og hvad for en betydning byen har.
Man kan rejse med flere forskellige transportmidler, så som bus, tog, færge, sejlbåd eller fly. Det dyreste er at flyve, man kan flyve for flere forskellige byer så som Kastrup, Odense, Sønderborg, Esbjerg, Billund, Karup, Aarhus, Aalborg og Rønne. Efter man har fundet sækkene, gælder det hurtigst mulig at komme tilbage til julemanden før Pyrus, ellers vinder Pyrus hele spillet.